# Premi Feroz a la millor actriu protagonista d'una sèrie
El Premi Feroz a la millor actriu protagonista d'una sèrie és un premi que s'entrega anualment, des del 2017, com a part dels Premis Feroz, creats per l'Associació d'Informadors Cinematogràfics d'Espanya.

## Guanyadores i nominades
| Edició | Any  | Foto | Guanyador      | Obra                     | Nominats |
| ------ | ---- | ---- | -------------- | ------------------------ | --- |
| IV     | 2017 |      | Aura Garrido   | El Ministerio del Tiempo | - Maggie Civantos, per Vis a vis - Marta Etura, per La sonata del silencio - Najwa Nimri, per Vis a vis - Verónica Sánchez, per El caso: crónica de sucesos |
| V      | 2018 |      | Malena Alterio | Vergüenza                | - Úrsula Corberó, per La casa de papel - Aura Garrido, per El Ministerio del Tiempo - Alexandra Jiménez, per La zona - Blanca Portillo, per Sé quién        |
| VI     | 2019 |      | Inma Cuesta    | Arde Madrid              | - Malena Alterio, per Vergüenza - Aura Garrido, per El día de mañana - Eva Ugarte, per Mira lo que has hecho - Najwa Nimri, per Vis a vis                   |
| VII    | 2020 |      | Candela Peña   | Hierro                   | - Toni Acosta, per Señoras del (h)AMPA - Laia Costa, per Foodie Love - Eva Ugarte, per Mira lo que has hecho - Leticia Dolera, per Vida perfecta            |
| VIII   | 2021 |      | Elena Irureta  | Patria                   | - Ane Gabarain, per Patria - Vicky Luengo, per Antidisturbios - Megan Montaner, per 30 monedas - Daniela Santiago, per Veneno                               |